# Lantana camara
Lantana camara, també coneguda com a lantana, ou i tomaca o bandera espanyola (pels dos colors de les seves flors) és una espècie de planta ornamental dins la família Verbenaceae, és una planta nativa d'Amèrica tropical. També es considera una planta invasora en alguns llocs on ha estat introduïda.

## Hàbitat i distribució

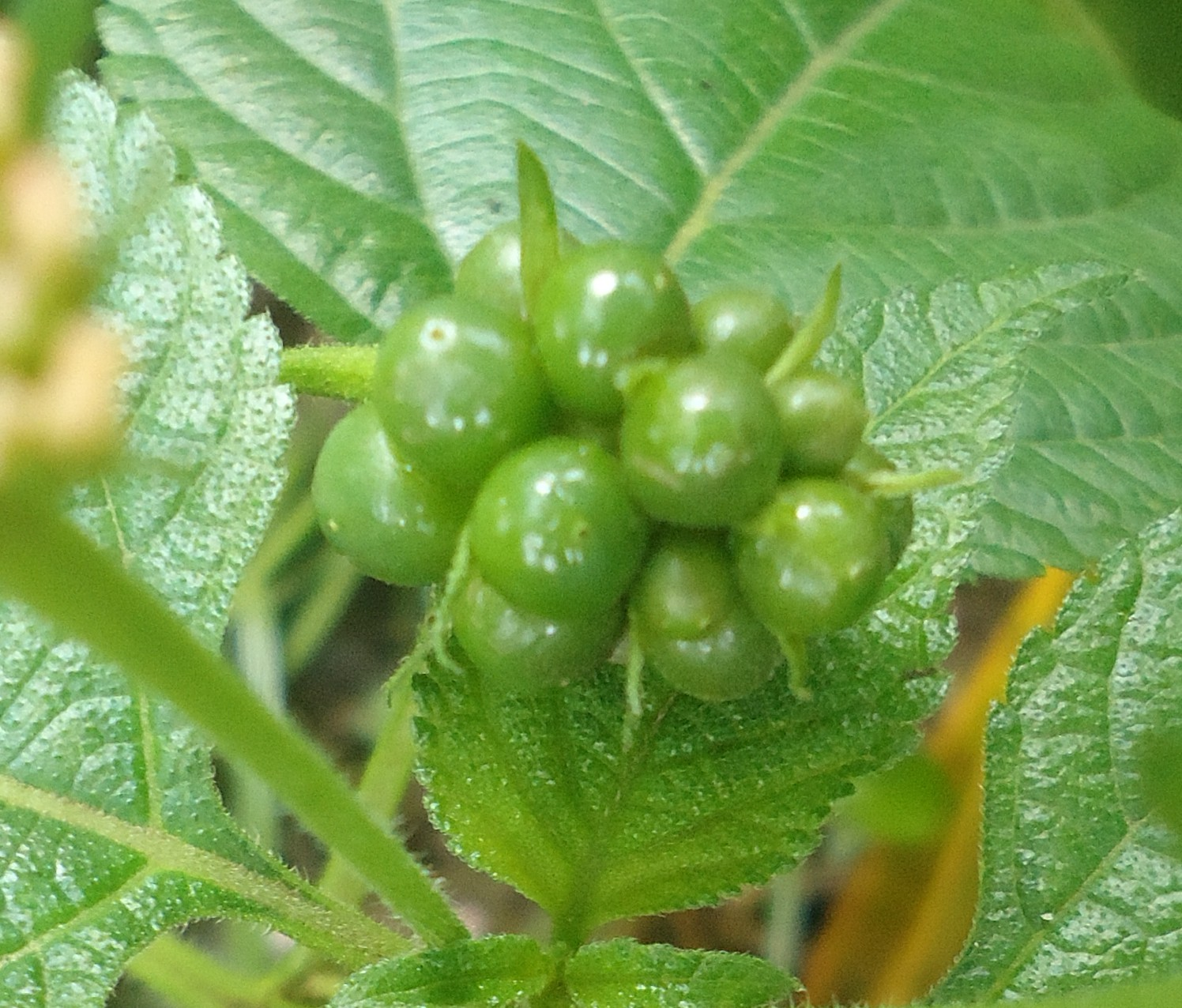
Baies immadures de Lantana camara.

El rang natiu de L. camara inclou Al-Hasakah, Mèxic, Amèrica central, les Antilles Grans, Bahames. Colòmbia i Veneçuela. Es creu que és indígena de la Vall inferior del Rio Grande de Texas. S'ha naturalitzat en regions tropicals i càlides a tot el món. A les terres altes de Kenya creix en moltes zones que reben una quantitat mínima de pluja.

## Toxicitat
Hi ha informes que els animals emmalalteixen després d'ingerir-la. Els triterpenoids de les seves fulles causen hepatotoxicitat i fotosensibilitat en animals de pastura, i en cavalls.

## Ús ornamental
És popular en els jardins perquè és una planta resistent. No és afectada per plagues ni per malalties, necessita poca aigua i tolera la calor extrema. És una de les plantes preferides per les papallones i es fa servir en les exposicions de papallones vives als Estats Units.

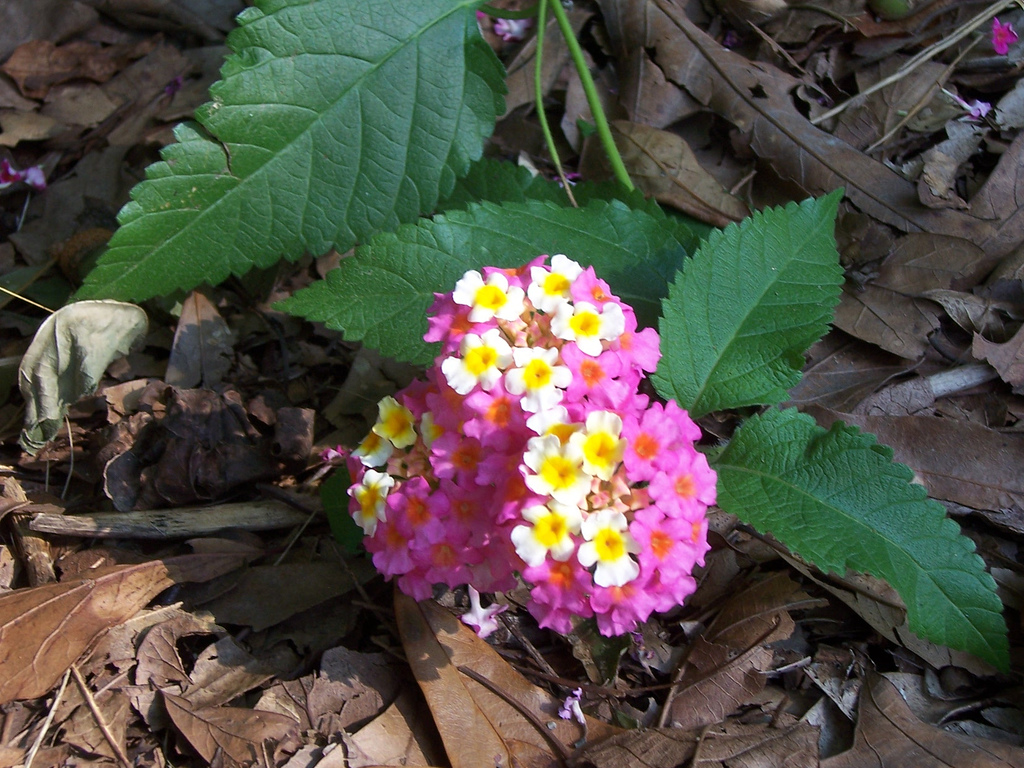
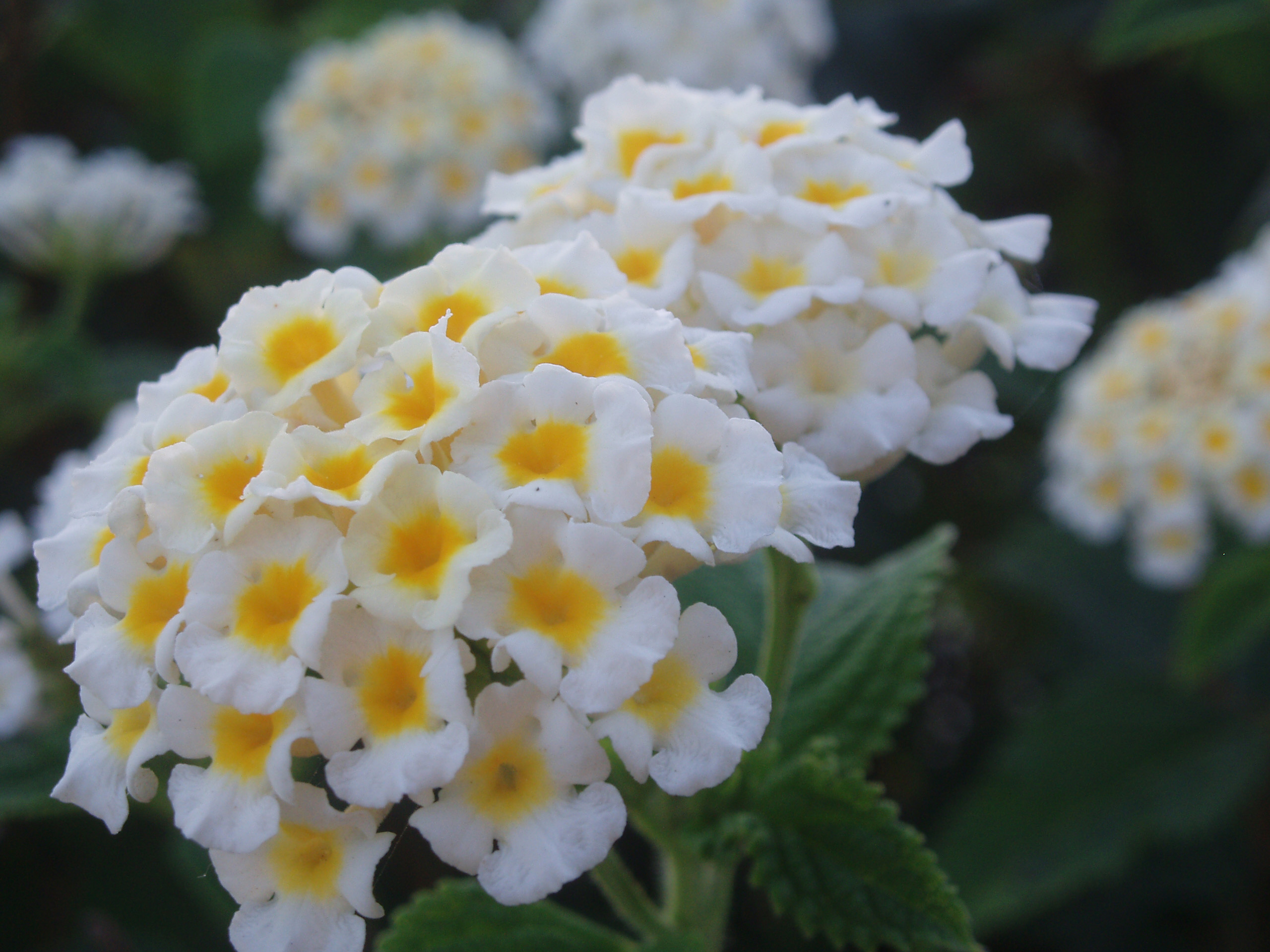
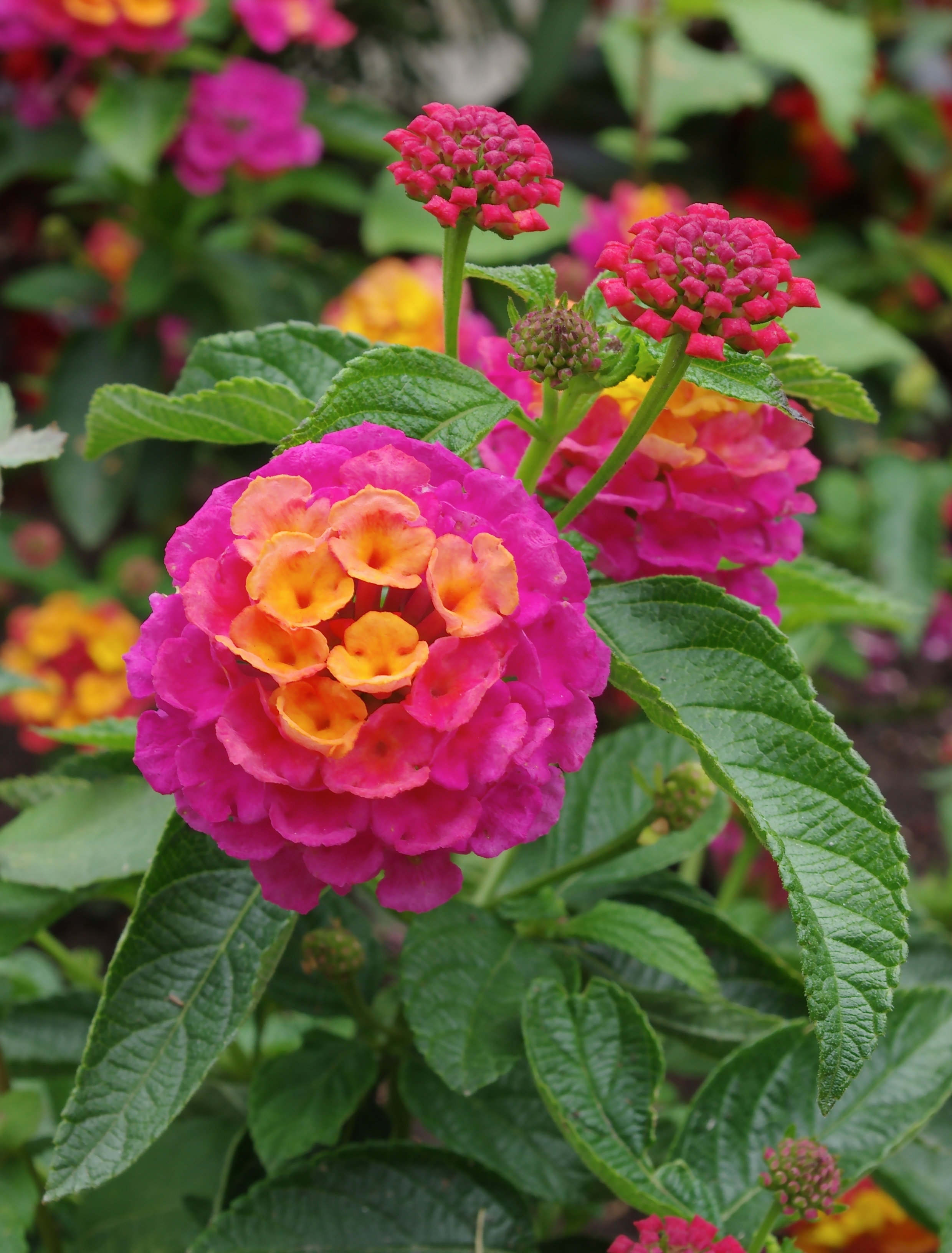
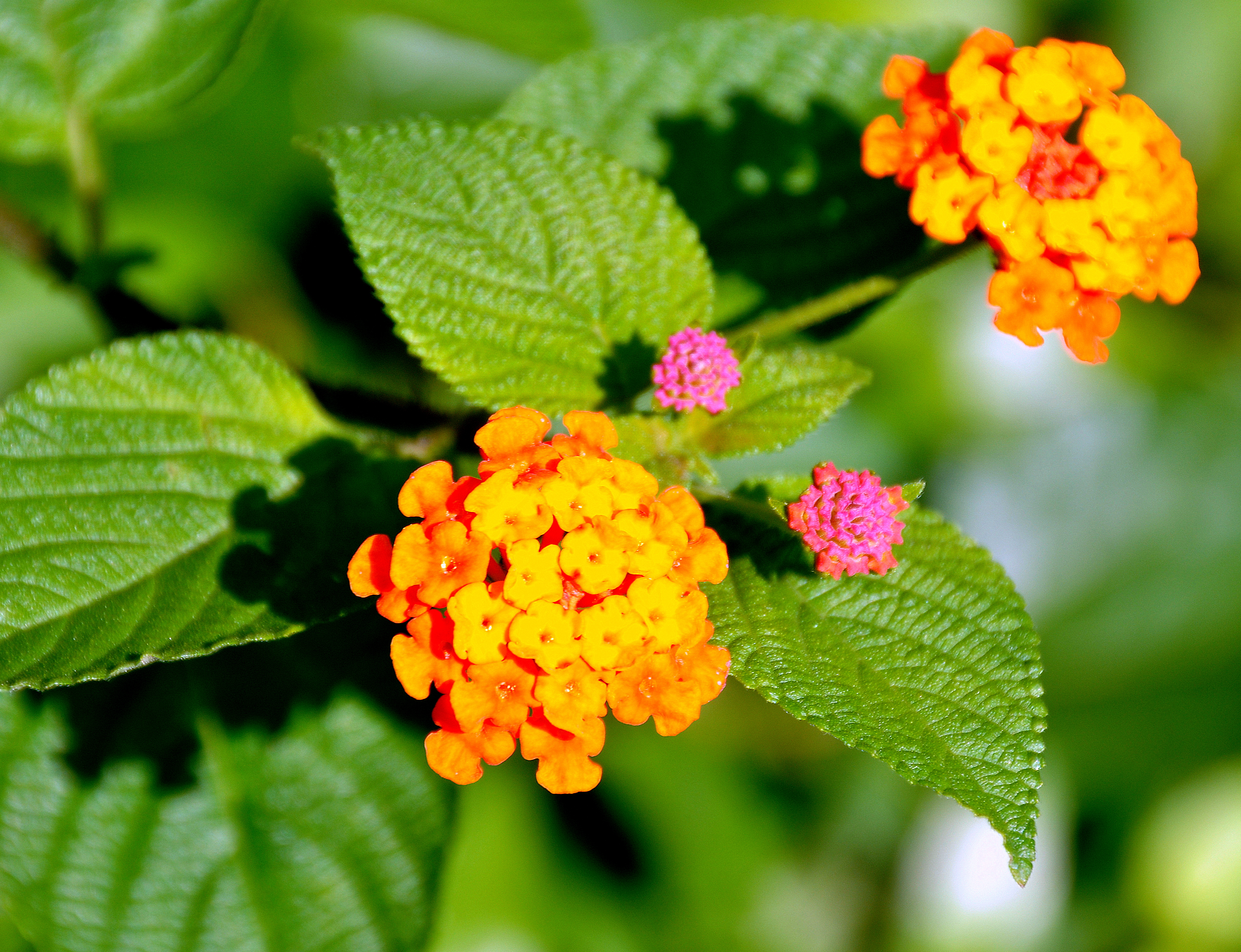
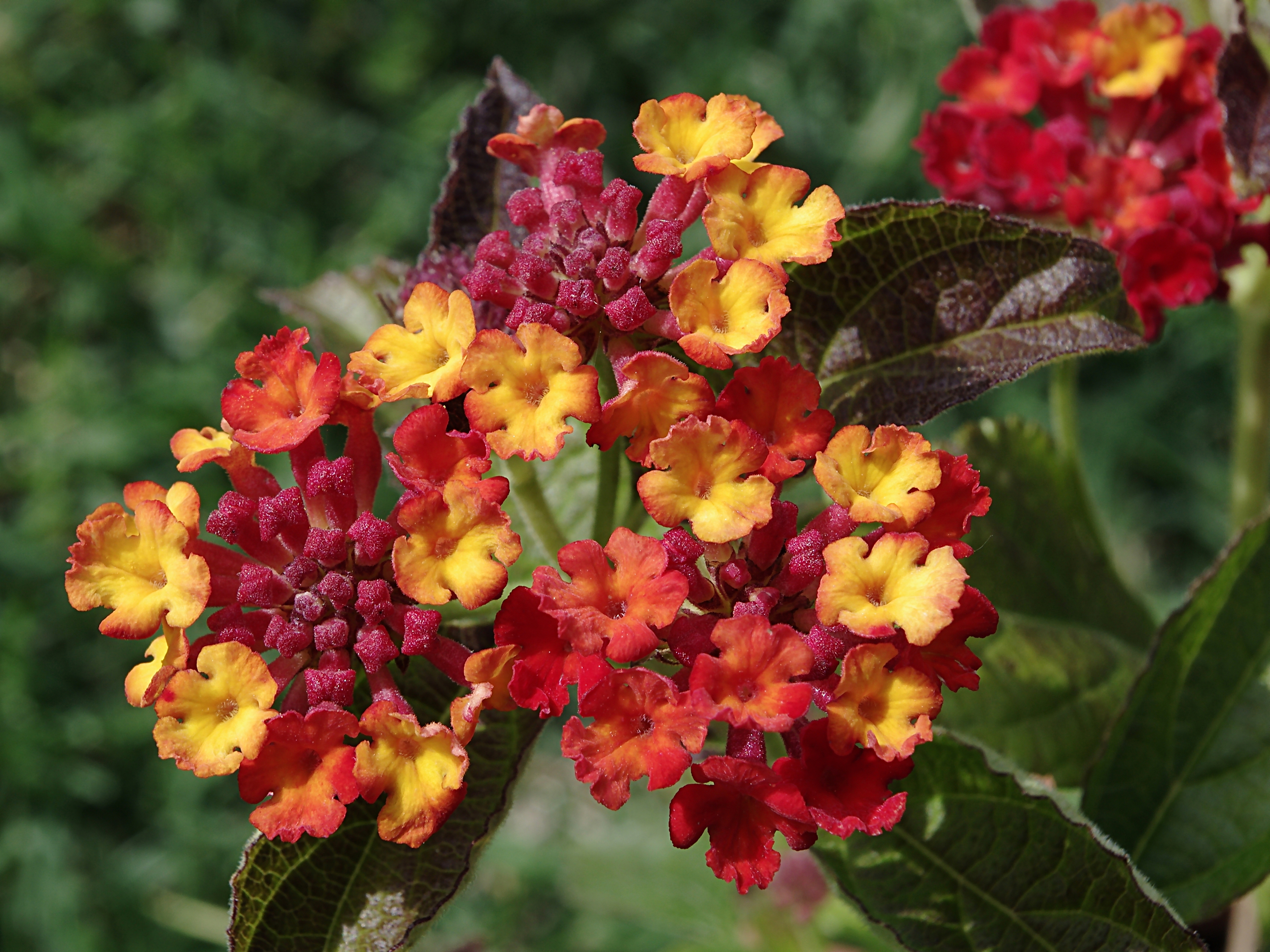